# Sibirocyba
Sibirocyba is een geslacht van spinnen uit de familie hangmatspinnen (Linyphiidae).

## Soorten
De volgende soorten zijn bij het geslacht ingedeeld:
- Sibirocyba incerta (Kulczyński, 1916)